# Lia Samantha
Lía Samantha Lozano (Bogotá, Colombia; 10 de abril de 1981) es una cantante y diseñadora colombiana. Sus colecciones han estado presentes en eventos como la African Fashion Week Amsterdam de Holanda, LA Fashion Week, Colombia Trade Expo Internacional o la Moscow Fashion Week, y eventos nacionales como Colombiamoda, Barranquilla Fashion Week y el Concurso Nacional de Belleza. Sus colecciones se caracterizan por su estética afro y las coloridas telas con que las confecciona.

## Reseña biográfica
Desde muy joven, Lía Samantha cultivó conjuntamente sus dos pasiones: la música y el diseño de modas. A los 11 años fundó un grupo de rap con un primo y en 1996, a los quince años, tras notar que nadie en Colombia estaba produciendo ropa para raperos y raperas, fundó la primera marca colombiana exclusiva para fanáticos de este género: Familia Ayara.
En 2005, fundó junto con Binghy Fyha y Diego Ibargen la banda de reggae Voodoo Souljahs, que se ha posicionado como una de las agrupaciones más importantes y novedosas de Colombia. Con esta agrupación, Lia Samantha ha participado en festivales internacionales como: el SXSW, en Austen, Texas, y el Manifesto Festival, en Canadá.
En 2009, creó su propia marca: Lia Samantha, y su primera colección, a la que llamó Hija de Zion y que fue inspirada por la fuerza de las mujeres y el poder que tienen estas para dar vida. Ese mismo año, como parte de Voodoo Souljahs, lanzó un sencillo llamado también Hija de Zion, escrito por ella misma.
El videoclip de este sencillo  fue grabado en formato cine, bajo la dirección de Luis Eduardo Díaz de la productora Hormiga Roja. En la producción y realización de este videoclip participaron: el colectivo cinematográfico Congo Films, el editor Iván Cruz, el director de arte Andrés Velázquez, los integrantes de ChocQuibTown, el Grupo Cultural de Danza y Música Palenke, y Agencia Montenegro.
En 2013, Lia Samantha creó la colección Everyday Afro, con la que participó en Colombiamoda 2014. Esta colección estuvo compuesta por 20 looks inspirados en la alegría y el carisma de las mujeres y hombres que expresan su herencia afro. El reconocimiento obtenido en esta pasarela le ganó ser convocada por el Concurso Nacional de la Belleza como una de sus diseñadoras aliadas para el certamen de ese año. Para crear los trajes de las reinas se inspiró en las aves, particularmente en los turpiales.
En noviembre de 2014, participó en Barranquilla Fashión Week, evento para el que creó la colección Color Flow, 19 looks en los que intervino el denim con sus tradicionales telas africanas. En esta pasarela contó con la presencia de Chocquibtown, grupo musical del que siempre ha sido muy amiga, particularmente de Goyo, la vocalista.
En 2015, con el patrocinio de Masglo, creó la colección Aventura Boreal, para la que se inspiró en los colores y los juegos de luces propios de las auroras boreales de Australia, Canadá y Noruega. Esta colección se presentó en Inexmoda 2015.
Su más reciente colección: EgypT, compuesta por 30 looks, hace un homenaje la geometría, la arquitectura, la cultura y la fauna de Egipto, particularmente las aves, cuyas siluetas y colores están presentes en todos los elementos que la componen.